# Stadtbezirk Halberg
Der Stadtbezirk Halberg  ist einer der vier Stadtbezirke der saarländischen Landeshauptstadt Saarbrücken. Seine sieben Stadtteile, von denen zwei in insgesamt fünf Distrikte gegliedert sind, zählen insgesamt 25.736 Einwohner (Stand: 31. Januar 2022). Halberg ist nach Einwohnerzahl der kleinste, nach Fläche aber der größte Stadtbezirk.

## Geographie
Der Bezirk umfasst die südöstlichen Stadtteile von Saarbrücken, und damit auch die südlichsten Flächen des Stadtgebiets. Im Südwesten bildet teils die Grenze des links der Saar gelegenen Teils von Güdingen, teils der Fluss selbst gleichzeitig die Staatsgrenze zu Frankreich. Namensgeber für den Stadtbezirk ist der Halberg, ein einzeln stehender, bewaldeter Berg (280 m ü. NN) in der Saaraue, der seine Umgebung um etwa 80 Meter überragt.
Nachbarorte sind – neben den Stadtbezirken Mitte im Westen, sowie Dudweiler im Nordwesten – die Stadt St. Ingbert im Norden, die Gemeinden Mandelbachtal im Osten und Kleinblittersdorf im Süden, sowie die französischen Gemeinden Großblittersdorf (französisch Grosbliederstroff), Alsting und Spicheren im Südwesten.

## Gliederung des Stadtbezirks Halberg

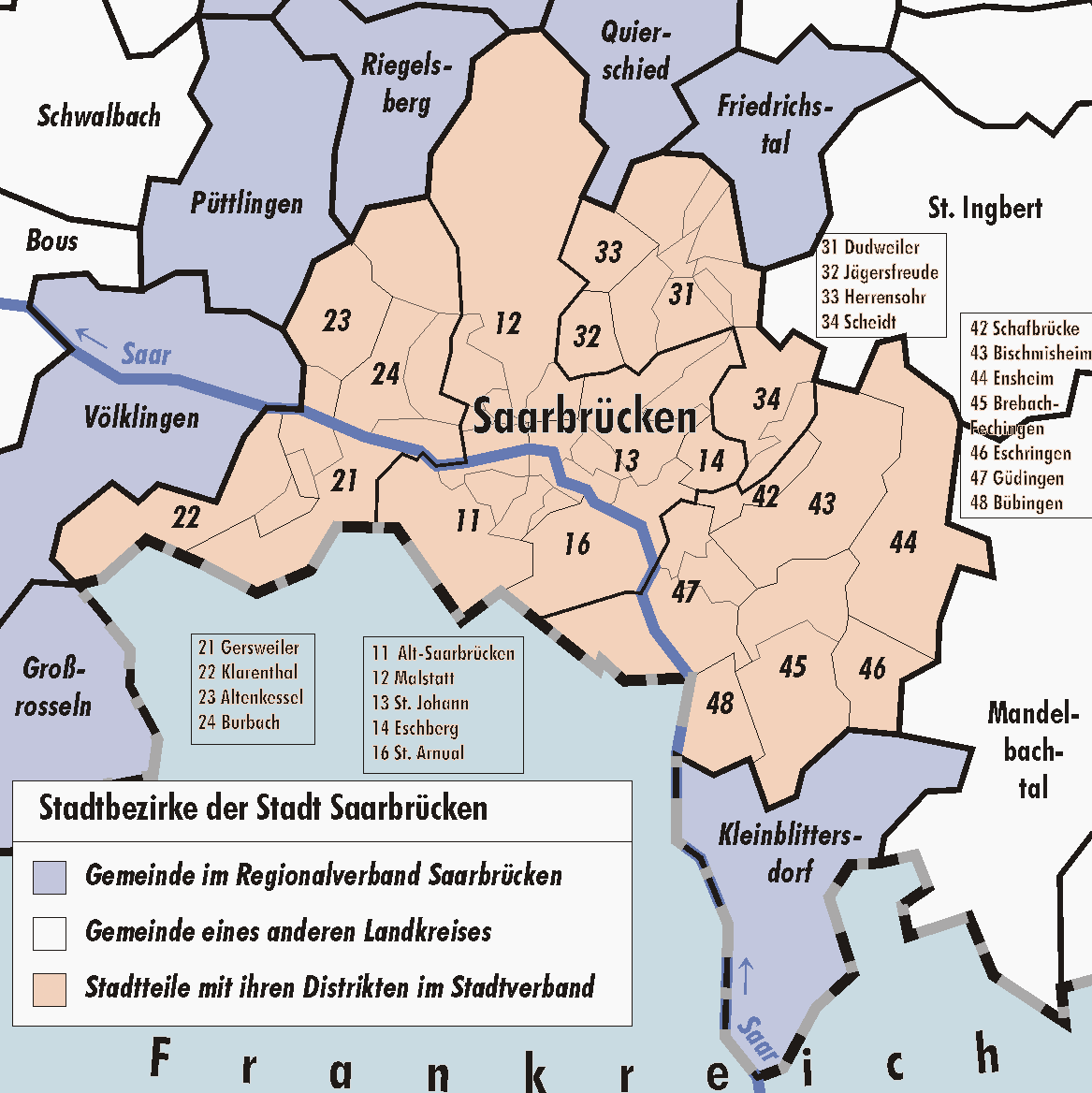
Lage des Stadtbezirks Halberg in Saarbrücken

Die sieben Stadtteile des Bezirks waren früher eigenständige Gemeinden. Sie wurden im Zuge der Gebiets- und Verwaltungsreform im Saarland zum 1. Januar 1974 nach Saarbrücken eingemeindet.
Gliederung:
- 42 Schafbrücke
- 43 Bischmisheim
- 44 Ensheim
- 45 Brebach-Fechingen
  - 451 Brebach
  - 452 Neufechingen
  - 453 Fechingen
- 46 Eschringen
- 47 Güdingen
  - 471 Alt-Güdingen
  - 472 Schönbach
- 48 Bübingen

## Politik

### Bezirksrat
Der alle fünf Jahre gewählte Bezirksrat Halberg nimmt verschiedene Aufgaben war. Seine hauptsächlichen Rechte sind das Vorschlagsrecht bei Angelegenheiten, die den Stadtbezirk betreffen, das Recht auf Anhörung vor Beschlussfassung des Stadtrates oder der Ausschüsse in diversen Fällen, sowie das Entscheidungsrecht, wenn Stadtrat oder Bürgermeister nicht ausschließlich zuständig sind.

### Zusammensetzung
- Linke: 2
- SPD: 5
- Grüne: 4
- FDP: 1
- CDU: 9

Die Anzahl der Sitze im Bezirksrat beträgt 21.
|  | CDU:       | 38,7 % | 9 Sitze |
|  | SPD:       | 23,6 % | 5 Sitze |
|  | Grüne:     | 17,3 % | 4 Sitze |
|  | Die Linke: | 10,0 % | 2 Sitze |
|  | FDP:       | 7,3 %  | 1 Sitz0 |

Zu früheren Wahlergebnissen siehe Ergebnisse der Bezirksratswahlen Halberg.

### Bezirksbürgermeister und Bezirksbeigeordneter
Bezirksbürgermeister und damit Vorsitzender des Bezirksrates ist Daniel Bollig (CDU), Bezirksbeigeordneter Philipp Stalter (SPD).

## Wirtschaft
Der Flughafen Saarbrücken liegt im Stadtteil Ensheim. Brebach-Fechingen ist geprägt von der Schwerindustrie, die allerdings einem Strukturwandel unterliegt. Die traditionsreiche Halbergerhütte (Nachfolgeunternehmen Saint-Gobain PAM Deutschland) und die von ihr abgespaltete Halberg-Guss (Schließung 2020) sind hier zu nennen. Der Stadtbezirk ist zudem Standort vieler mittelständischer Firmen.